# نورفولك (ماساتشوستس)
نورفولك (بالإنجليزية: Norfolk, Massachusetts)‏ هي بلدة أمريكية تقع في الولايات المتحدة في مقاطعة نورفولك، ماساتشوستس. يقدر عدد سكانها بـ 11,227 نسمة ومساحتها 39.3 كم2 وترتفع عن سطح البحر 65 متر.

## أعلام
- مارتي كالاغان
- هنري كوبولا
- ليام كايل سوليفان